# Aaron Essel
Pour les articles homonymes, voir Essel.
Aaron Essel, né le 30 juillet 2005 à Takoradi, est un footballeur international ghanéen qui évolue au poste de milieu défensif au North Texas SC, en prêt du St Johnstone FC.

## Biographie

### Carrière en club
Né à Takoradi au Ghana, Aaron Essel est formé par le Bechem United, où il commence sa carrière professionnelle en Championnat du Ghana.
En juillet 2024, il est transféré au St Johnstone FC en Championnat d'Écosse,, où il s'illustre rapidement sur les terrains.
Essel est prêté au North Texas SC lors de la saison 2025 de MLS Next Pro,, le club reserve du FC Dallas possédant aussi une option d'achat,.

### Carrière en sélection
Essel est international ghanéen junior avec l'équipe des moins de 20 ans,.
En mai 2025, Essel est convoqué pour la première fois avec l'équipe senior du Ghana dans le cadre de la Unity Cup,,. Il honore sa première sélection le 28 mai 2025, titularisé lors d'une défaite 2-1 contre le Nigeria,.